# Nitrate d'uranyle
Le nitrate d'uranyle, aussi appelé oxynitrate d'uranium, de formule UO2(NO3)2, est un sel toxique et écotoxique, cristallin, de couleur jaune, inodore.
C'est un produit très soluble, dans l'eau, mais aussi dans l'éthanol, l'acétone et l'éther, mais non dans le benzène, toluène, ou le chloroforme.
Le nitrate d'uranyle peut s'enflammer au choc ou par friction. Si le produit est chauffé jusqu'à la décomposition, il émet des fumées toxiques d'oxyde d'azote.
Il présente un danger immédiat pour la vie et la santé à partir de 10 mg/m3.

## Solubilité dans l'eau

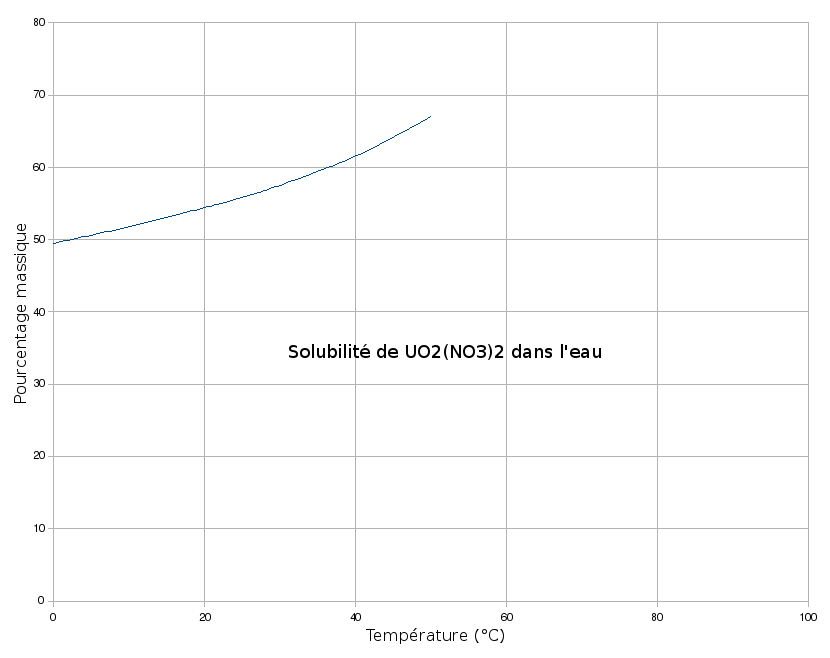
Solubilité dans l'eau

## Fabrication
On le prépare en faisant réagir des sels d'uranium avec de l'acide nitrique. En France, l'usine de Malvési en produit plusieurs milliers de tonnes par an depuis plusieurs dizaines d'années.

## Toxicité chimique, écotoxicité
La toxicité est liée à l'ion nitrate qui rend le produit soluble dans l'eau, la sève et les fluides corporels. Elle est accrue par sa radiotoxicité, d'autant plus qu'il est préparé avec de l'uranium naturel (donc radioactif).
Effets chroniques : atteintes pulmonaire (pneumoconiose) et sanguines possibles ; dommage hépatiques. Effets cancérogènes confirmés chez l'homme.

### Radiotoxicité et effet reprotoxique
La radiotoxicité de ce produit est liée à celle de l'uranium qu'il contient,.

La radiotoxicité de l'uranium pur est estimée être du même ordre de grandeur que celle de sa toxicité chimique : elle l'emporte pour des enrichissements supérieurs à 6 %, la toxicité chimique étant prépondérante sinon. C'est aussi un possible reprotoxique, soit du fait de sa radioactivité, soit du fait de sa chimiotoxicité, et peut-être des deux.

### Effets démontrés de l'uranium sur les animaux
- sur le système reproducteur et sur le développement[8].

Effet sur les organes reproducteurs : Chez le rongeur de laboratoire, la barrière hémato-testiculaire (ou BHT) qui était réputée protéger le testicule peut en être franchie par le plutonium, l'américium et le polonium semble-t-il grâce à la transferrine.
De l'uranium a aussi été significativement trouvé dans les testicules de rats chez lesquels on avait expérimentalement implanté un morceau d'uranium dans le muscle d'une des pattes. Ceci laisse supposer que les récepteurs à la transferrine présent dans l'épithélium séminifère humain pourrait expliquer la présence d'uranium dans le sperme de soldats blessés par des munitions à l'uranium appauvri.
Des fragments d'uranium implantés sous la peau de rats, et le fait d'abreuver des souris de liquide contenant de l'uranium produisent des cellules de Leydig altérées, ce qui perturbe la production d'hormones stéroïdes et se traduit par un sperme dégradé (spermatozoïdes moins nombreux et moins mobiles),